# クリストファー・コンデント

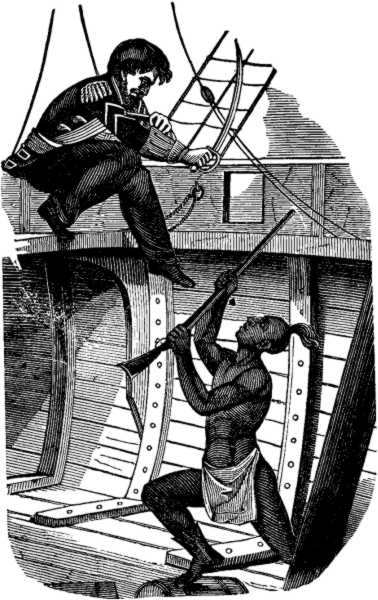
インド人を制圧するコンデント。The Pirates Own Book （1837年）

クリストファー・コンデント (Christopher Condent) は、デヴォン州プリマス出身の英国の海賊。
その正確な本名は伝わっておらず、コンデントのほかにコングドン、コンドン、コナー、コンデルなどの姓のほか、クリストファー、ウィリアム、エドモンド、エドワード、ジョンなど様々な名で呼ばれている。最も著名な呼び名がクリストファー・コンデントであるが、ビリー・ワン・ハンドという異名でも知られている。

## キャリア

### 海賊行為
コンデントがいつ海に出たのかは不明だが、ニュープロビデンス島においてユダヤ人商人シンプソンのスループ船に乗り込んでいたとされる。コンデントはナッソーの海賊共和国において若く反抗的な海賊の1人であり、チャールズ・ヴェインなどと同じく国王ジョージ1世の海賊恩赦の布告を受け入れなかった一派に属していた。1718年、ウッズ・ロジャーズ総督がプロビデンス島にやって来ると、コンデントは島を去ることを決めた。

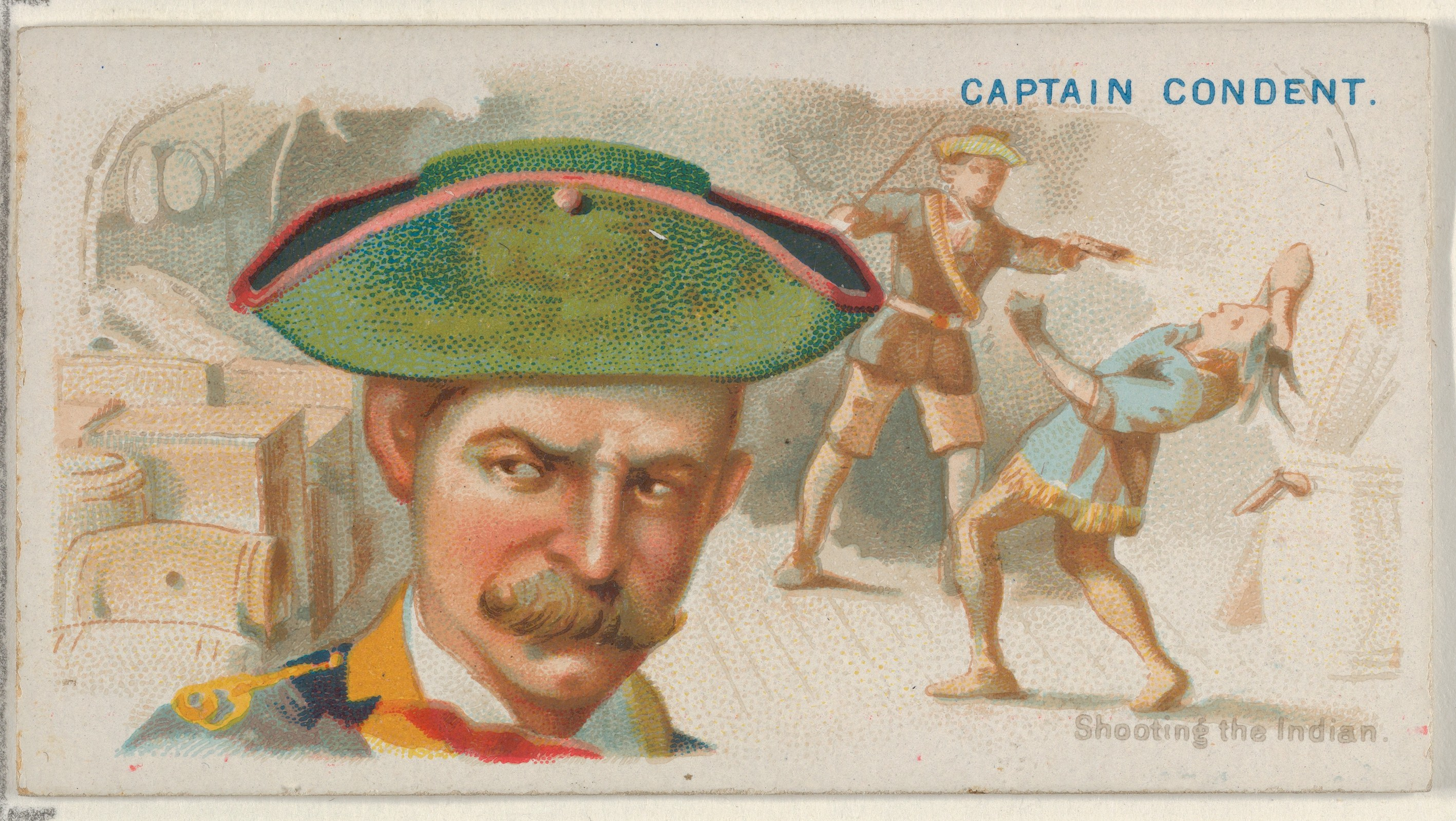
インド人を撃つコンデント船長 Allen & Ginterのシガレットカード「Pirates of the Spanish」(N19)シリーズ

島を出港してまもなく、とあるインド人の船員が他の仲間たちと揉め事を起こした。腹を立てた男はスループ船を爆破してしまおうと考え、大量の武器と共に船倉に立てこもってしまった。コンデントはカトラスとピストルで武装して船倉に飛び込み、撃ち合いのすえ腕に銃弾を受けながらもこのインド人を殺した。乗組員たちは男の死体を斬り刻み、砲手に至っては胸を斬り裂いて心臓を掴み出し、それを焼いて食ってしまったとされる。
その後、一味は商船を拿捕するが、ここでいさかいが起こり船長と乗組員の半数がこの船に乗って去ってしまった。スループ船に残った者たちの中からコンデントが船長に選ばれ、ここに海賊クリストファー・コンデント船長が誕生した。
ヴェルデ岬に進路を取った一味はワインを積んだ船を掠奪した後で釈放し、さらに20隻もの船隊をそっくり拿捕した。コンデントは拿捕した船の乗組員たちに各船長の待遇や態度などを質問して回り、不満が多かった船長には鞭で打ち据えた後に傷口に塩をなすりつける虐待を加えた。一味は希望した者や無理矢理仲間に加えた者たちで船員を増強したのち、船隊を釈放してサンティアゴ島へ向かった。コンデントはこの島でオランダ船を拿捕し、フライング・ドラゴン号と名付けて旗艦とした。
ブラジル沿岸に進路を取った一味はスペルト船長のガレー船ライト号を拿捕した。スペルトが同郷であると知ったコンデントは彼を厚遇し、後に捕えたオランダ東インド会社の船から奪った分の乗組員を補強してやった。オランダ船は砲26門で武装していたが、最初の斉射で船長が死に、あっさり投降した。これらの船を連れてフェルディナンド島に向かったコンデントは、当地でスペルトにオランダ船から掠奪した物資を分け与えて解放した。コンデントはオランダ船の乗組員たちに、自分が出帆してから24時間はフェルディナンド島に留まるよう命じ、もしこれに従わなかった場合は全員斬り殺してやると脅迫した。
海に出た一味は砲70門のポルトガル軍艦に遭遇して戦いを挑むが、劣勢に追い込まれたためフライング・ドラゴン号の快速を利用して離脱した。その後、ポルトガルの沿岸警備船を拿捕し、40人以上の乗組員を殺した。このブラジル沿岸の航海の最中、難破した海賊船の乗組員たちが投獄されたという噂を聞いたコンデントは、捕えたポルトガル人全員の耳と鼻を切り落として虐待した。カトリックの修道士にも狼藉を働き、四つん這いにさせて乗り回したり、甲板を追い立てたりした。
ギニアで多数の船を掠奪したコンデントはマダガスカルに向かい、サント・マリー島でジョン・ハルゼー船長の乗組員数人や他の海賊たちを仲間に加えた。その後東インド諸島に進路を取った一味は、アンジュアン島にて後にエドワード・イングランドと戦闘を繰り広げるジェームズ・マックラ船長のカサンドラ号を拿捕した。東インド諸島で莫大な利益をあげた一味はマスカリン諸島でゴア総督のポルトガル船を拿捕し、ザンジバルまで連行した。一味は当地のオランダ要塞を襲撃し、破壊と掠奪を行った。
1720年10月、インド沖でアラブの財宝船を捕獲し現代の価値で3億7500万ドルの財宝を略奪した。

### その後
サント・マリー島に戻った一味はそこで戦利品を分配した。分け前は一人当たり3000ポンド（約100万ドル）になったという。島にブリストル籍のスノー船が寄港したさい、一味はこの船の船長に金を贈り、マスカリン島の総督に赦免の嘆願書を届けてほしいと依頼した。総督は船を処分するのならば恩赦を与えてもよいと返答したため、一味はこれに従ってフライング・ドラゴン号を沈め、海賊団は解散することとなった。数十名の乗組員が島に居住することとなり、コンデント自身はマスカリン島へ渡って総督の義理の妹と結婚した。のちにフランス本土に居を移し、サン・マロの商人となったとされる。

## 海賊旗

クリストファー・コンデントの海賊旗

コンデントの海賊旗は黒地に3つの髑髏と交差した骨である。この海賊旗には諸説あり、これを証明する情報源はないとされる。